# جوزيف ريززبونديك
جوزيف ريززبونديك (بالبولندية: Józef Reszpondek)‏ (17 مارس 1951 – 21 أبريل 2002) هو ملاكم بولندي راحل، مثّل بلاده في الألعاب الأولمبية الصيفية 1972.

## روابط خارجية
جوزيف ريززبونديك على موقع أوليمبيديا (الإنجليزية)
- جوزيف ريززبونديك على موقع اللجنة الأولمبية البولندية (مؤرشف) (البولندية)